# Parafia Ducha Świętego w Pilisszentlélek
Parafia Ducha Świętego w Pilisszentlélek – parafia rzymskokatolicka, administracyjnie należąca do archidiecezji ostrzyhomsko-budapeszteńskiej, znajdująca się w dekanacie Esztergom. 